# ویدالیا (جورجیا)
ویدالیا، جورجیا (به انگلیسی: Vidalia, Georgia) یک شهر در ایالات متحده آمریکا با جمعیت ۱۰٬۴۹۱ نفر است که در جورجیا واقع شده‌است.

## موقعیت جغرافیایی
موقعیت جغرافیایی شهرها و مناطق اطراف به شرح زیر است: